# دولة حاجزة

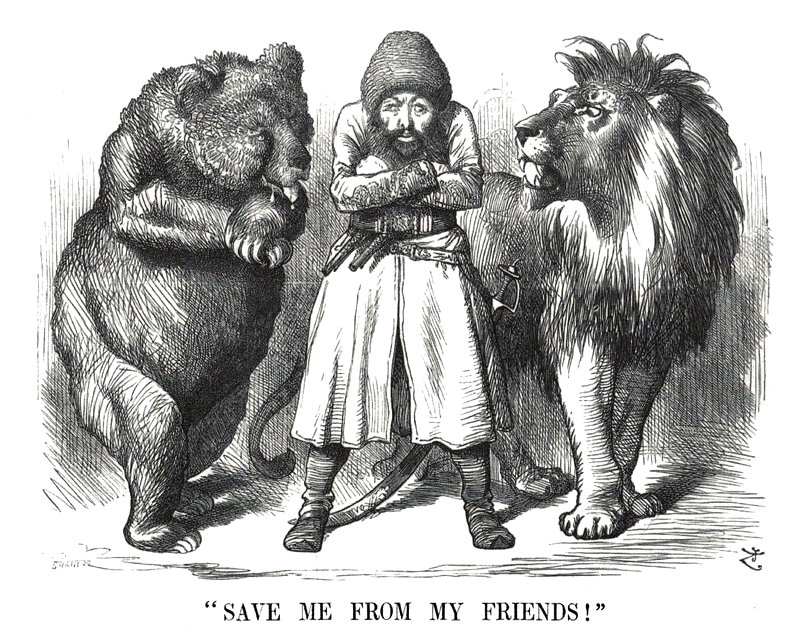

الدولة الحاجزة هي دولة واقعة بين خصمين أو عدد من القوى العظمى وهدف وجودها من الأساس هو منع الصراع بين الأطراف المتنازعة في بعض الأحيان، تكون الدولة الحاجزة منطقة متفق عليها بشكل متبادل تقع بين قوتين عظميين، وهي منزوعة السلاح بمعنى عدم استضافة جيش أي من السلطتين (مع أنّها عادة ما يكون لها قواتها العسكرية الخاصة). غالبًا ما يؤدي غزو دولة حاجزة من قبل إحدى القوى المحيطة بها إلى حرب بين القوى.
تظهر الأبحاث أن الدول الحاجزة من المرجح بشكل كبير غزوها واحتلالها من الدول غير الحاجزة. هذا بسبب «الدول التي لها مصلحة في الحفاظ على الدول الحاجزة - هي في الواقع مجموعة معرضة لخطر الموت. تواجه القوى الإقليمية أو العظمى المحيطة بالدول الحاجزة واجبًا استراتيجيًا للاستيلاء على الدول الحاجزة: إذا فشلت هذه القوى للتصرف ضد المنطقة العازلة، فهم يخشون أن يتولى خصمهم المسؤولية بدلًا منهم. وعلى النقيض من ذلك، لا تنطبق هذا المخاوف على الدول غير الحاجزة، حيث لا تواجه القوى أي منافسة على النفوذ أو السيطرة».
عادة ما تتبع الدول الحاجزة، عندما تكون مستقلة بشكل أصيل، سياسة خارجية محايدة، والتي تميزها عن الدول التابعة. يعتبر مفهوم الدول الحاجزة جزءًا من نظرية توازن القوى التي دخلت التفكير الاستراتيجي والدبلوماسي الأوروبي في القرن الثامن عشر.

## أمثلة
- التبت، كانت دولة حاجزة بين روسيا القيصرية والهند البريطانية ومملكة تشينغ.